# Penzing (Bavière)
Penzing est une commune de Bavière (Allemagne), située dans l'arrondissement de Landsberg am Lech, dans le district de Haute-Bavière.

## Personnalités liées à la ville
- Franz Xaver Holzhey (1885-1945), militaire né à Penzing.